# Blata (vattendrag)
Blata är ett vattendrag i Tjeckien.   Det ligger i regionen Olomouc, i den östra delen av landet, 220 km öster om huvudstaden Prag.